# 한창섭
한창섭(韓唱燮, 1967년 11월 13일 ~ )은 대한민국의 제5대 행정안전부 차관를 역임하였으며 제22대 국회의원 선거 고양시 갑 국민의힘 후보이다.

## 학력
- 1974~1980 낙서국민학교 서원분교장 졸업
- 1980~1983 내서중학교 졸업
- 1983~1986 상주고등학교 졸업
- 1986~1990 연세대학교 사회과학대학 행정학 학사
- 1990~1993 서울대학교 행정대학원 행정학 석사
- 2002~2006 버밍엄 대학교 대학원 행정학과 박사

## 경력
- 1990년 제34회 행정고시 합격
- 총무처 조직국 사무관
- 2000.9 행정자치부 행정관리국 조직정책과 서기관
- 2005.1 행정자치부 고위공무원단제도실무추진단 서기관
- 2005.6 행정자치부 정부혁신본부 과제관리팀장
- 2006.7 행정자치부 조직혁신본부 조직혁신단 기능분석팀장
- 2007.12 UN거버너스센터 파견, 부이사관
- 2010.1~2010.12 행정안전부 인사실 윤리복무관실 윤리과장
- 2010.12~2011.3 국가기록원 기록정책부장
- 2011.3~2012.11 대통령실 공직기강비서관실 선임행정관
- 2012.11~2016.2 주캐나다대한민국대사관 공사참사관, 총영사
- 2016.2~2016.12 행정자치부 의정관
- 2017.1~2018.8 행정안전부 인사기획관
- 2018.8~2019.12 충청북도 행정부지사
- 2019.12~2020.9 정부청사관리본부 본부장
- 2020.9~2022.5 행정안전부 정부혁신조직실 실장
- 2022.5 ~ 2023.8: 행정안전부 차관
- 2022.5 ~ 2023.8: 사행산업통합감독위원회 당연직 위원
- 2022.5 ~ 2023.8 저출산고령사회위원회 운영위원회 정부위원
- 2023.2 ~ 2023.7: 행정안전부 장관 직무대행
- 2024.3 ~ 2024.4: 대한민국 제22대 국회의원 선거 고양시 갑 국민의힘 후보
- 2024.3 ~ 2024.4: 국민의힘 4·10 총선 중앙선거대책위원회 경기-서울 리노베이션 특별위원회 위원
- 2024.5~: 국민의힘 경기도당 고양시 갑 당원협의회 위원장
- 2024.7 ~: 국민의힘 경기도당 조직총괄본부 인재영입위원장

## 역대 선거 결과
| 실시년도 | 선거   | 대수 | 직책     | 선거구         | 정당     | 득표수   | 득표율          | 순위 | 당락 | 비고 |
| -------- | ------ | ---- | -------- | -------------- | -------- | -------- | --------------- | ---- | ---- | ---- |
| 2024년   | 총선   | 22대 | 국회의원 | 경기 고양시 갑 | 국민의힘 | 54,308표 | \| \| 35.34% \| | 2위  | 낙선 |      |
|          | 35.34% |      |          |                |          |          |                 |      |      |      |